# Péter Kovács (gymnast)
Péter Kovács, född 28 september 1959 i Heves i provinsen Heves, död 22 juni 2024, var en ungersk gymnast.
Han tog OS-brons i lagmångkampen i samband med de olympiska gymnastiktävlingarna 1980 i Moskva.